# Dar al-Kuti
Il Dar al-Kuti (in alcune fonti Dar al-Kuri) era uno stato islamico situato nel centro e nel nord-ovest dell'attuale Repubblica Centrafricana, esistito dal 1830 circa al 17 dicembre 1912. A partire dal 1800 circa, il nome Dar al-Kuti è stato dato a un tratto di frontiera a sud-ovest dell'impero Ouaddai, un sultanato della regione del Lago Ciad. In arabo il termine dar significa "dimora", mentre nella lingua locale il termine kuti indica una foresta o un'area densamente boscosa.

## Origini e governo di Djougoultoum (1830-1870 circa)

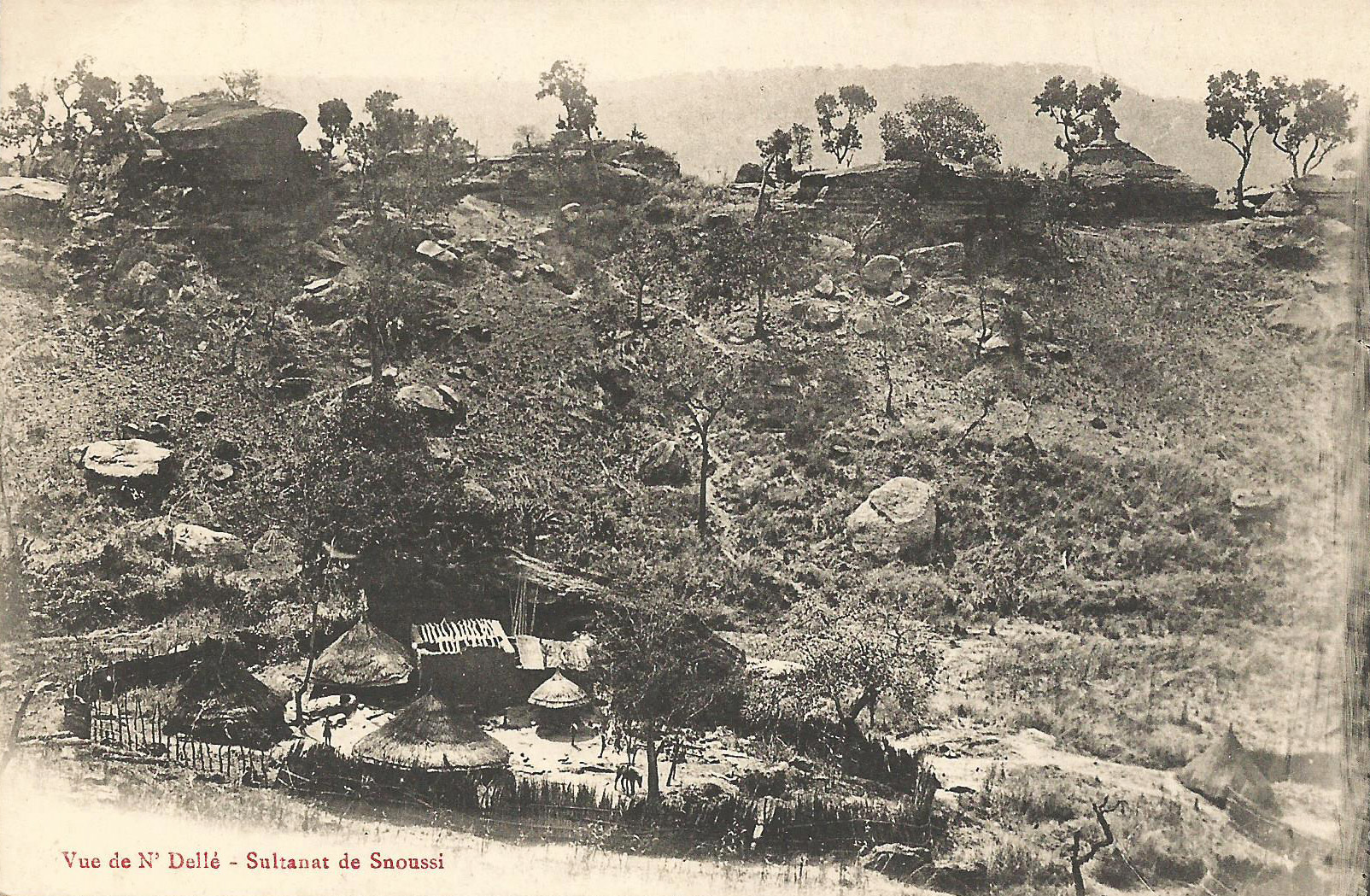
Un insediamento nel Dar al-Kuti

Sia l'impero Ouaddai sia il suo vicino occidentale, il regno di Baguirmi (1522-1897), inviarono spedizione schiavistiche nelle terre dei Sara, un popolo nilotico stanziato a sud del Ciad. All'inizio del XIX secolo queste spedizioni avevano raggiunto l'attuale Repubblica Centrafricana. Il sovrano del Baguirmi, mbang Bourgomanda, aveva due figli, Abd el-Kader e Djougoultoum. Quando nel 1826 Abd el-Kader divenne sultano, cercò di allontanare il fratello dal potere e Djougoultoum fuggì nel Ouaddai.
Il kalak (sultano) dell'Ouaddai inviò Djougoultoum nel Dar Runga, territorio governato da un sultano suo tributario. Il Dar Runga era una frontiera militare tra i fiumi Azoum e fiume Bahr Aouk. Djougoultoum sposò Fatme, figlia di Boker, il sultano del Dar Runga, e nel 1830 si stabilì in una regione di frontiera ancora più meridionale, Bilad al-Kuti, una zona dove venivano razziati schiavi a sud del fiume Aouk. Bilad al-Kuti, o Dar al-Kuti, divenne una regione tributaria del Dar Runga, che a sua volta rimase tributario dell'Ouaddai.
Chá, sul fiume Diangara, affluente dell'Aouk, divenne la capitale di questa nuova provincia e Djougoultoum fu nominato governatore di Dar al-Kuti, con un alto grado di indipendenza. Le date del suo regno (1830-1870) non sono probabilmente esatte, ma egli fu certamente il primo governatore di Dar al-Kuti. Il suo territorio comprendeva quattordici villaggi (numero che probabilmente indica solo gli insediamenti più significativi) e poteva essere attraversato in due giorni da est a ovest, il che indica che era un piccolo territorio,

## Il governo di Kobur (1870-1890 circa)
Alla fine degli anni 1860 o all'inizio degli anni 1870, un rispettato commerciante e faqih di nome Kobur fu nominato governatore di Dar al-Kuti (secondo alcune fonti era figlio di Djougoultoum). La sua ricchezza e il suo potere derivavano probabilmente dal commercio dell'avorio. Mentre era governatore, gruppi di cavalieri dell'Ouaddai si presentavano di tanto in tanto nel Dar al-Kuti per raccogliere tributi e schiavi provenienti dalle regioni dei popoli Nduka e Banda, che confinavano con il dominio di Kobur. Kobur era attento a mantenere buone relazioni sia con i grandi regni musulmani a nord, sia con i vicini non musulmani, gli Nduka. Il Dar al-Kuti partecipò in misura limitata al commercio degli schiavi, e all'epoca di Kobur non si verificarono razzie su larga scala.
La più grande minaccia per il Dar al-Kuti era rappresentata da Rabih al-Zubayr, un signore della guerra sudanese commerciante di schiavi che operava nelle regioni centrali e nord-or ientali dell'odierna Repubblica Centrafricana, catturando molti Banda. Nel 1874 i luogotenenti di Rabih si impadronirono della capitale di Kobur, Chá, e l'anno successivo il Dar al-Kuti fu attaccato sull'altro fianco dai Banda. Nel 1880 Rabih accettò di interrompere i suoi attacchi a Dar al-Kuti in cambio del libero passaggio attraverso le sue terre per attaccare i Banda.

## Il governo di Muhammad al-Sanussi (1890-1911)

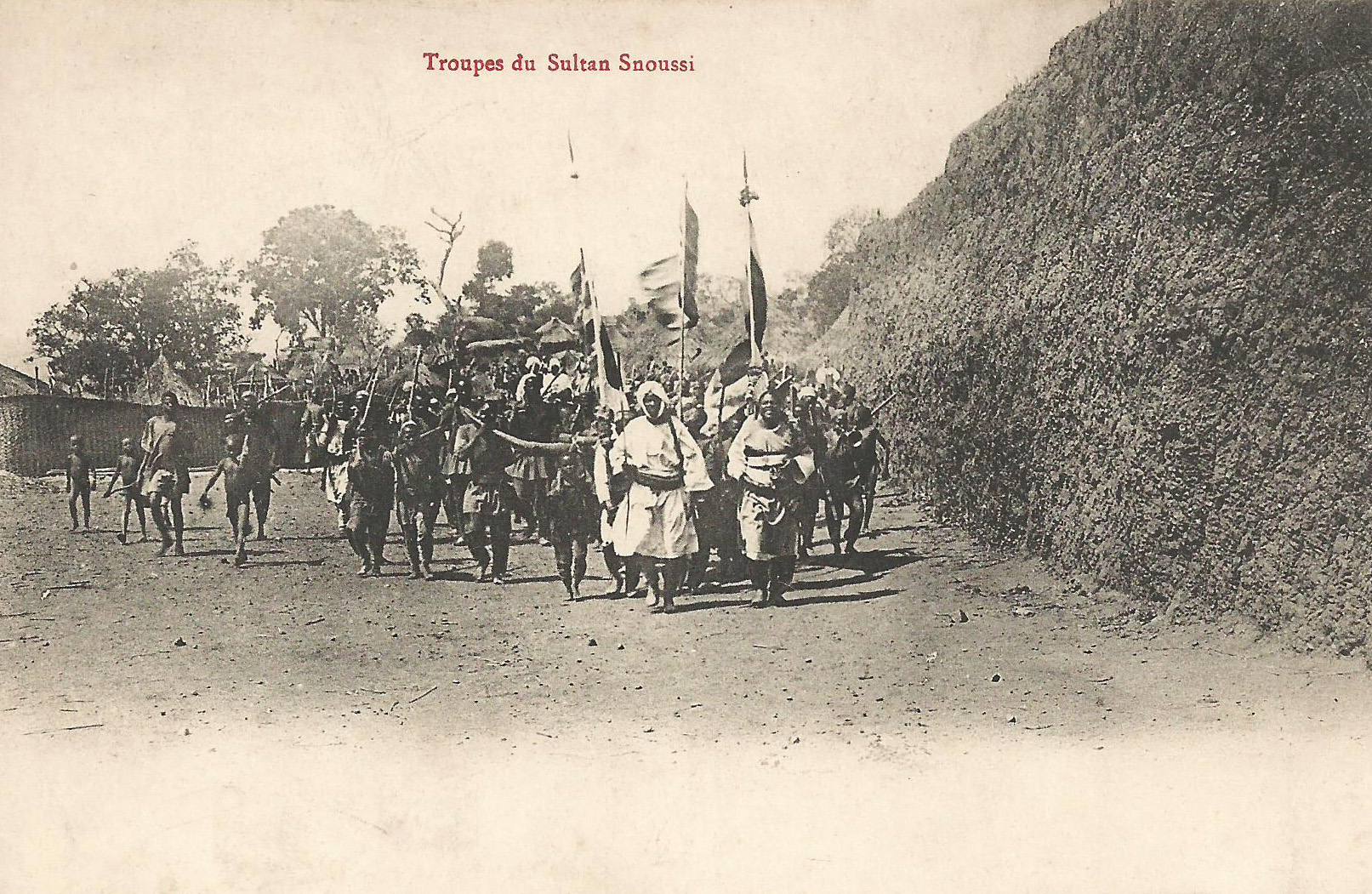
Muhammad al-Sanussi raduna le sue truppe presso la tata fortificata di N'Délé

Nel 1890, alla ricerca di un protetto più accondiscendente, Rabih depose Kobur e insediò come sceicco sia del Dar al-Kuti sia del Dar Runga il nipote di Kobur, Muhammad al-Sanussi. Al-Sanussi, nato intorno al 1850 nell'Ouaddai, era un membro dell'ordine Senussi. Sua figlia Khadija era sposata con il figlio di Rabih, Fadlallah. Negli anni successivi, Rabih continuò a consolidare ed espandere l'autorità di Muhammad al-Sanussi. Ogni potenziale minaccia al suo dominio proveniente da Kobur fu neutralizzata e la sfera d'influenza del Dar al-Kuti si allargò fino a comprendere gran parte dell'odierna Repubblica Centrafricana.
Prima del 1890 il Dar al-Kuti era stato tributario dell'Ouaddai e i suoi vecchi signori non avevano accettato il fatto che Rabih ne avesse preso il controllo. Nell'ottobre 1894 l'aguid dell'Ouaddai, Cherfeddine, attaccò e distrusse Chá, la capitale, costringendo Muhammad al-Sanussi a mantenere una "corte itinerante" per due anni, finché non fondò un nuovo insediamento fortificato, o tata, a N'Délé.
Negli anni 1890 il Dar al-Kuti cominciò a subire le pressioni della Francia. Diversi esploratori si avventurarono in questa parte dell'Africa, alla ricerca di rotte per collegare i bacini del fiume Ubangi e del fiume Chari. Alcuni di loro, tra cui Léon de Poumayrac e Alfred Fourneau, raggiunsero zone vicine al Dar al-Kuti e nel 1891 Paul Crampel fu ucciso insieme ai suoi compagni da Muhammad al-Sanussi.
Il 28 agosto 1897, Muhammad al-Sanussi acconsentì all'istituzione di un protettorato francese sul Dar al-Kuti attraverso un trattato di commercio e alleanza firmato da lui e da Émile Gentil. Il trattato fu rivisto due volte, il 18 febbraio 1903 e il 26 gennaio 1908, e il Dar al-Kuti mantenne la sua indipendenza fino alla morte di Muhammad al-Sanussi, avvenuta il 12 gennaio 1911. Egli lasciò almeno due figli, Kamun, che salì al trono, e Kangaya, oltre alla figlia Khadija.

## Annessione alla Francia
I francesi decisero che era giunto il momento di prendere la maggior parte di Dar al-Kuti sotto il loro diretto controllo. Kamun fuggì a est verso Ouanda Djallé e continuò a resistere alle forze francesi fino al 17 dicembre 1912, quando Ouanda Djallé cadde in mano al capitano Souclier e Kamun andò in esilio in Sudan. Dopo l'annessione nel territorio coloniale francese dell'Ubangi-Chari, il Dar al-Kuti divenne una circonscrizione amministrativa e, tra il 1937 e il 1946, un dipartimento. Dal 1946 la regione divenne Distretto autonomo di N'Délé (1946-1961), poi Prefettura autonoma di N'Délé (1961-1964) e, dopo il 1964, Prefettura di Bamingui-Bangoran.